# PPG Deco Polska
PPG Deco Polska sp. z o.o. to firma powstała w wyniku podziału Polifarb Cieszyn-Wrocław S.A., która zajmuje się produkcją oraz dystrybucją farb i lakierów w Polsce.
Posiada w swojej ofercie takie marki jak Dekoral, Dekoral Professional, ProGold, Cieszynka, Domalux, Bondex, Drewnochron, Malfarb, Thermotek i inne. PPG Deco Polska posiada również sieć sklepów dla profesjonalnych malarzy pod marką „Centrum Dekoral” (dawniej „Centrum Dekoral Professional”) oraz sieć mniejszych sklepów partnerskich „Studio Dekoral”.

## Historia
Wrocławska wytwórnia farb i lakierów uruchomiona została w 1947 roku. Budowa nowego zakładu rozpoczęła się w 1950, którą oddano do użytku w maju 1958. W lutym 1991 Polifarb Wrocław został przekształcony w Spółkę Skarbu Państwa, a w sierpniu 1994 po sprzedaży akcji w ofercie publicznej, spółka zadebiutowała na Warszawskiej Giełdzie Papierów Wartościowych.

### Połączenie z Polifarb Cieszyn S.A.
We wrześniu 1997 roku spółki Polifarb Cieszyn i Polifarb Wrocław dokonały fuzji i utworzyły nowy podmiot: Polifarb Cieszyn – Wrocław S.A. W lutym 1999 roku Polifarb Cieszyn – Wrocław S.A został przejęty przez Kalon BV i przemianowany na SigmaKalon Deco Polska. W 1997 roku spółki Polifarb Cieszyn S.A. i Polifarb Wrocław S.A., które przez wiele lat były dwiema największymi firmami branży farb i lakierów w Polsce, a do momentu połączenia również największymi konkurentami, dokonały fuzji i utworzyły nową firmę pod nazwą Polifarb Cieszyn – Wrocław S.A. W celu optymalnego wykorzystania potencjału obu zakładów rozpoczęto proces specjalizacji: oddział we Wrocławiu miał w efekcie produkować wyroby dekoracyjne natomiast oddział w Cieszynie, mający duże doświadczenie w wyrobach lakierowych dla zastosowań przemysłowych, przejął w całości tę dziedzinę aktywności. W lutym 1999 roku Polifarb Cieszyn – Wrocław S.A został przejęty przez Kalon BV, a następnie stał się członkiem międzynarodowej grupy SigmaKalon należącej do grona największych producentów farb i lakierów na świecie i zatrudniającej około 10 tysięcy osób w 40 krajach. W wyniku dalszej specjalizacji zakład we Wrocławiu włączony został w struktury Jednostki Biznesowej Deco International.

### Powstanie PPG Deco Polska sp. z o.o.
1 grudnia 2006 nastąpił naturalny podział firmy Polifarb Cieszyn-Wrocław S.A. na dwa odrębne podmioty prawne: SigmaKalon Cieszyn S.A. i SigmaKalon Deco Polska Sp. z o.o.
2 stycznia 2008 – Korporacja PPG ogłosiła przejęcie Grupy SigmaKalon, światowego producenta powłok z siedzibą w Uithoorn w Holandii od grupy kapitałowej Bain Capital. Od 2018 roku firma nosi nazwę PPG Deco Polska sp. z o.o.
Bezpośrednim właścicielem PPG Deco Polska sp. z o.o. jest PPG Cieszyn S.A. należący do PPG Industries.

## Marki PPG Deco Polska
| marka                |
| -------------------- |
| Dekoral              |
| Dekoral Professional |
| Sigma                |
| Drewnochron          |
| Domalux              |
| Cieszynka            |
| ProGold              |
| Thermotek            |